# Daldorf
Daldorf är en kommun och ort i Kreis Segeberg i förbundslandet Schleswig-Holstein i Tyskland.
Kommunen ingår i kommunalförbundet Amt Boostedt-Rickling tillsammans med ytterligare fem kommuner.